# El Zaratustra de Nietzsche
El Zaratustra de Nietzsche. Notas del seminario impartido en 1934-1939 (en inglés Nietzsche's Zarathustra: Notes of the Seminar given in 1934-1939 by C. G. Jung) son una serie de conferencias presentadas por el psiquiatra y psicólogo suizo Carl Gustav Jung referidas al filósofo Friedrich Nietzsche así como a su obra Así habló Zaratustra. Forman parte de su Obra completa, sección B. Seminarios.

## Contenido
La edición inglesa de 1988 se corresponde a la versión multigrafiada que Mary Foote, su editora, emitió privadamente en diez volúmenes desde aproximadamente 1934 hasta 1940 (las fechas específicas de emisión faltan).
Como un hombre joven que creció cerca de Basilea, Jung estuvo fascinado y turbado por los relatos de brillantez, excentricidad y eventual declinación en una psicosis permanente de Friedrich Nietzsche.
Estos volúmenes, transcripción de un seminario privado inédito previo, revelan los frutos de su curiosidad inicial: las obras de Nietzsche, que leía cuando era estudiante en la Universidad de Basilea, le habían conmovido profundamente y tuvieron una influencia permanente en su pensamiento.
Durante las sesiones, el Jung maduro habló informalmente a los miembros de su círculo más cercano sobre un pensador cuyas obras no sólo le habían abrumado con la profundidad de su comprensión de la naturaleza humana, sino que también le habían proporcionado las fuentes filosóficas de muchas de sus propias ideas psicológicas y metapsicológicas.
Por encima de todo, demostró cómo el notable libro Así habló Zaratustra ilustraba tanto el genio de Nietzsche como sus tendencias neuróticas y prepsicóticas.
Ya que no había en ese momento ninguna pretensión en que las notas del seminario fueran a ser publicadas, Jung se sintió libre para bromear, para arremeter contra las personas y los eventos que le irritaban o enojaban y para hacer comentarios sin reservas sobre política, economía y otras preocupaciones públicas de la época.
Este seminario y otros, incluyendo el del Análisis de sueños, fueron impartidos en inglés en Zúrich durante los años 20 y 30.

## Índice
Para una consulta de la extensa tabla de contenidos véase referencia.

## Edición en castellano
- Jung, Carl Gustav (2019/2021). El Zaratustra de Nietzsche. Notas del seminario impartido en 1934-1939. Edición de James L. Jarrett, traducción Antonio Fernández Díez, dos volúmenes, tapa dura, 1576 páginas, colección Torre del Aire. Madrid: Editorial Trotta.

1. Volumen 1. 776 páginas. 2019. ISBN 978-84-9879-757-2.
2. Volumen 2. 800 páginas. 2021. ISBN 978-84-1364-003-7.